# 大里比企広域農道

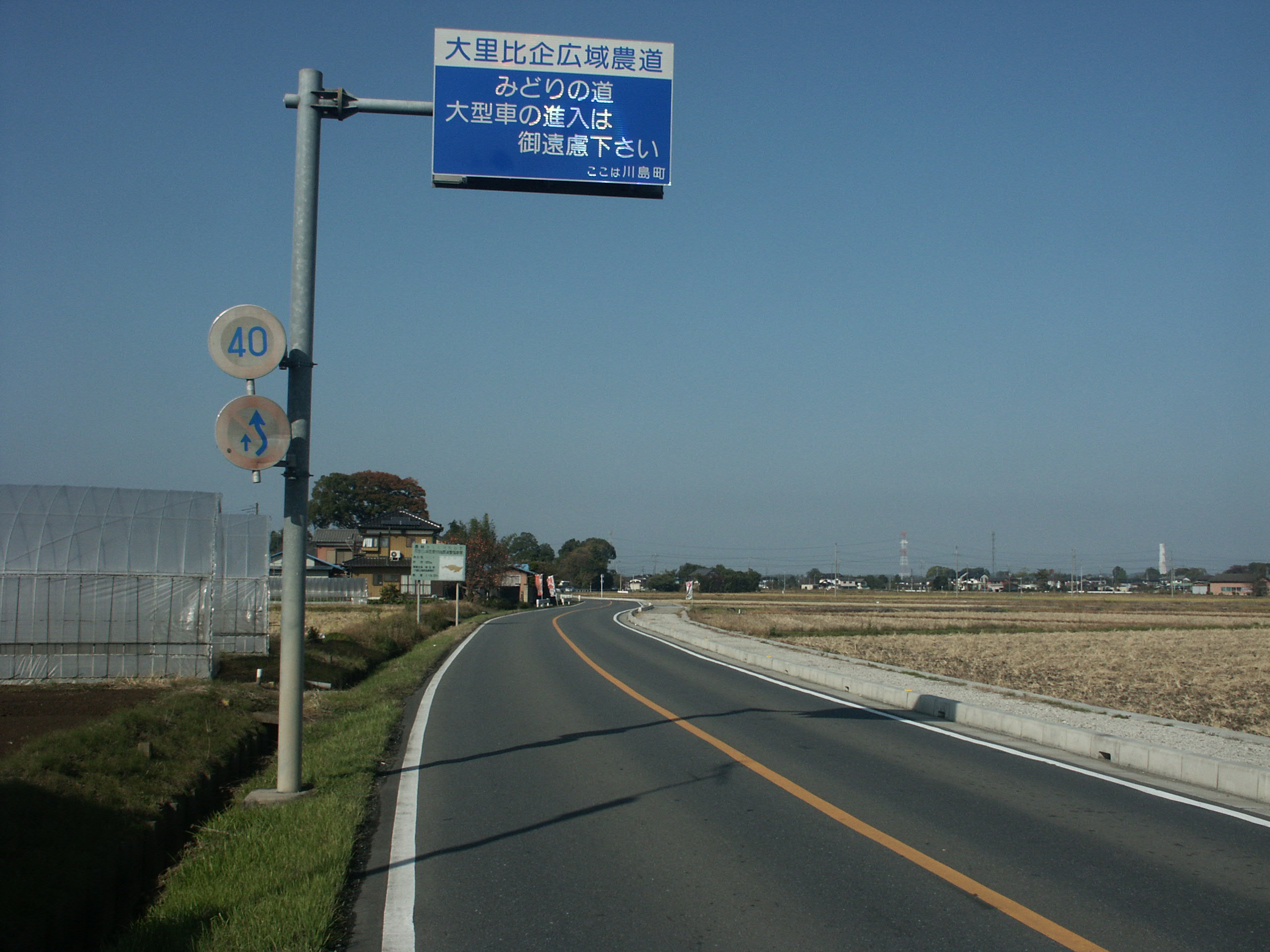
川島町虫塚付近
標識には「大里比企広域農道」の下に「みどりの道」と記されている。

大里比企広域農道（おおさとひきこういきのうどう）は、埼玉県熊谷市と比企郡川島町の間を比企郡吉見町経由で結ぶ農道である。

## 概要
- 開通：1982年（昭和57年）

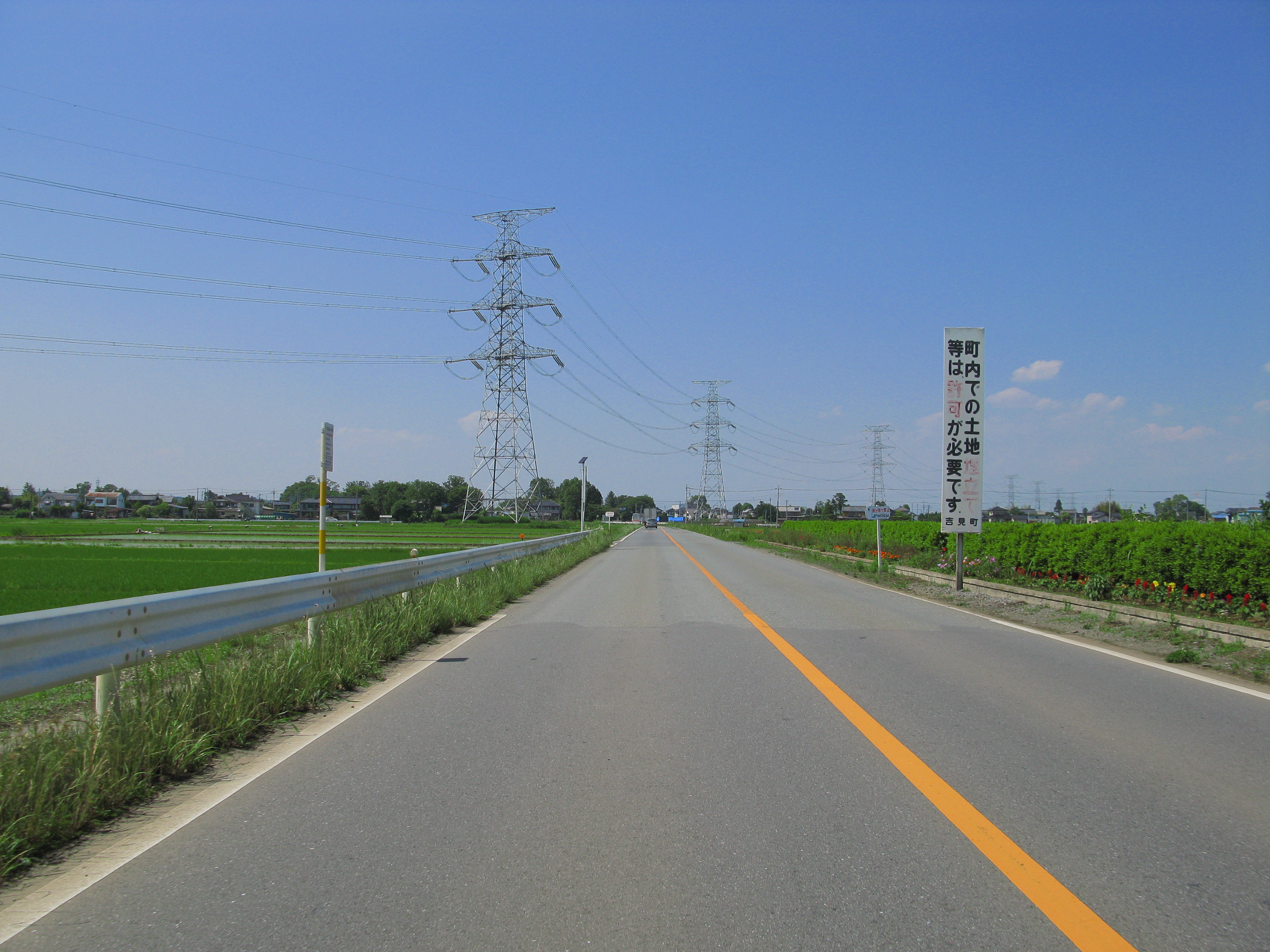
吉見町前河内地区

- 事業期間：1970年（昭和45年）〜1981年（昭和56年）（埼玉県の事業により建設）
- 道路管理者：沿線各自治体で管理
- 起点：熊谷市
- 終点：比企郡川島町
- 制限速度：－km/h
- 総延長：約19km

## 路線状況
- その名の通り、大里地域（旧大里郡(現熊谷市)）と比企地域（比企郡）を跨ぐ広域の農道。
- 比企側を中心に「みどりの道」という愛称がつけられている。
- 国道407号とは別ルートにて、熊谷市市街地方面と国道254号（川越市方面）を接続できる道路として、日中は平日、休日問わず交通量が多くなっている。
- 交通量が他の周辺市町道に比べ多いため、頻繁に路面補修が行われている。これにより、沿線自治体の道路補修の予算が圧迫されている。

### 道路施設
- 道の駅いちごの里 よしみ

## 地理

### 通過する自治体
- 熊谷市
- 比企郡吉見町
- 比企郡川島町

### 交差する道路
- 国道407号
- 埼玉県道257号冑山熊谷線
- 埼玉県道66号行田東松山線
- 埼玉県道307号福田吹上線
- 埼玉県道345号小八林久保田下青鳥線
- 埼玉県道271号今泉東松山線
- 埼玉県道27号東松山鴻巣線
- 埼玉県道33号東松山桶川線
- 埼玉県道76号鴻巣川島線

### 沿道施設
熊谷市
- 熊谷市立市田小学校
- 熊谷市消防本部大里分署
- 熊谷市役所大里庁舎・大里行政センター

吉見町
- 吉見町ふれあい広場競技場
- 吉見町町民体育館
- 吉見町立図書館